# Protein SCIMP
Protein SCIMP (SLP65/SLP76, Csk-interacting membrane protein) je jeden z transmembránových adaptorových proteinů, které přímo neasociují s receptory, jako je například LAT, NTAL, LIME nebo LAX . SCIMP se nachází v antigen prezentujících buňkách (B buňky, dendritické buňky a makrofágy). Podobně jako ostatní transmebránové adaptorové molekuly má i SCIMP velmi malou extracelulární doménu, transmebránovou doménu a intracelulární doménu, která obsahuje několik tyrosinů a oblast bohatou na prolin. Fosforylace těchto tyrosinů umožňuje vazbu proteinů, které mají SH2 domény. Naproti tomu oblast bohatá na prolin spíše nepodléhá postranslační modifikacím a je převážně terčem konstitutivních interakcí . Na SCIMP se váže pomocí SH2 domény kináza Csk, která negativně reguluje kinázy z rodiny Src. Zároveň se na SCIMP váží také solubilní adaptorové proteiny SLP76/65 a Grb2 (taktéž via SH2 domény), které naopak pozitivně ovlivňují signalizaci. Dále s oblastí bohatou na prolin asociuje kináza Lyn.

## Membránová lokalizace
Některé transmembránové adaptory jsou na hranici transmembránové a intracelulární domény kovalentně modifikované kyselinou palmitovou. Ta je ukotvena v plazmatické membráně pomocí alifatického uhlovodíkového řetězce, čímž ovlivňuje submembránovou lokalizaci těchto proteinů. SCIMP je palmitoylován a nachází se v membránových mikrodoménách obohacených na proteiny, jejichž polipeptidový řetězec prochází čtyřikrát membránou (TEMs). Tyto domény jsou udržovány převážně pomocí protein-proteinových interakci na rozdíl například od lipidových raftů, které jsou založeny převážně na lipid-lipidových či lipid-proteinových interakcích  . Jedním z rezidentních proteinů v mikrodoménách TEMs je glykoprotein MHC II. To pravděpodobně souvisí i s tím, že se protein SCIMP nachází v oblasti imunologické synapse během prezentace antigenu mezi T buňkou a antigen prezentující buňkou.

## Studie in vitro a domnělá funkce
SCIMP je silně fosforylován po stimulaci glykoproteinů MHC II. Zároveň bylo ukázáno, že fúzní protein CD25-SCIMP je po stimulaci protilátkami schopen indukovat vápníkovou odpověď a aktivovat Map-kinázové dráhy. Zajímavé je, že vápníková odpověď je ještě silnější v případě že je mutovaný tyrosin zodpovědný za vazbu kinázy Csk. To ukazuje na možnou negativní zpětnou vazbu. Transmembránové adaptory mají (viz výše) velmi malou extracelulární doménu, která je schovaná pro protilátku v glykokalixu plazmatické membrány. Tento problém se řeší právě prodloužením extracelulární domény daného proteinu (SCIMP) o extracelulární doménu jiného proteinu (CD25). Snížení exprese proteinu SCIMP neovlivnilo intesitu vápníkové odpovědi, ale pouze snižuje úroveň fosforylace proteinu Erk po deseti minutách od stimulace protilátkami proti MHC II.

## Perspektiva
Fyziologická role je nadále intenzivně studována. Nových informací o funkci tohoto adaptoru se pravděpodobně dočkáme již brzy.